# CHST5
Ugljeno hidratna sulfotransferaza 5 (eng. Carbohydrate sulfotransferase 5) je enzim koji je kod ljudi kodiran istoimenim genom CHST5
, nalazi se na kratkom kraku 16 hromozoma. Dužina polipeptidnog lanca je 411 aminokiselina, a molekulska težina 46.161.

## Literatura
- Bernstein HB, Compans RW (децембар 1992). „Sulfation of the human immunodeficiency virus envelope glycoprotein”. Journal of Virology. 66 (12): 6953—9. PMC 240329 . PMID 1433500. doi:10.1128/JVI.66.12.6953-6959.1992.
- Shilatifard A, Merkle RK, Helland DE, Welles JL, Haseltine WA, Cummings RD (фебруар 1993). „Complex-type N-linked oligosaccharides of gp120 from human immunodeficiency virus type 1 contain sulfated N-acetylglucosamine”. Journal of Virology. 67 (2): 943—52. PMC 237448 . PMID 8419650. doi:10.1128/JVI.67.2.943-952.1993.
- Bartes A, Bhakta S, Hemmerich S (април 2001). „Sulfation of endothelial mucin by corneal keratan N-acetylglucosamine 6-O-sulfotransferase (GST-4beta)”. Biochemical and Biophysical Research Communications. 282 (4): 928—33. PMID 11352640. doi:10.1006/bbrc.2001.4668.
- Seko A, Nagata K, Yonezawa S, Yamashita K (јун 2002). „Ectopic expression of a GlcNAc 6-O-sulfotransferase, GlcNAc6ST-2, in colonic mucinous adenocarcinoma”. Glycobiology. 12 (6): 379—88. PMID 12107080. doi:10.1093/glycob/12.6.379 .
- Akama TO, Misra AK, Hindsgaul O, Fukuda MN (новембар 2002). „Enzymatic synthesis in vitro of the disulfated disaccharide unit of corneal keratan sulfate”. The Journal of Biological Chemistry. 277 (45): 42505—13. PMID 12218059. doi:10.1074/jbc.M207412200 .
- Lee JK, Bistrup A, van Zante A, Rosen SD (април 2003). „Activities and expression pattern of the carbohydrate sulfotransferase GlcNAc6ST-3 (I-GlcNAc6ST): functional implications”. Glycobiology. 13 (4): 245—54. PMID 12626414. doi:10.1093/glycob/cwg018.
- de Graffenried CL, Bertozzi CR (октобар 2003). „Golgi localization of carbohydrate sulfotransferases is a determinant of L-selectin ligand biosynthesis”. The Journal of Biological Chemistry. 278 (41): 40282—95. PMID 12855678. doi:10.1074/jbc.M304928200 .
- Kitayama K, Hayashida Y, Nishida K, Akama TO (октобар 2007). „Enzymes responsible for synthesis of corneal keratan sulfate glycosaminoglycans”. The Journal of Biological Chemistry. 282 (41): 30085—96. PMID 17690104. doi:10.1074/jbc.M703695200 .